# Stepenitz (Trave)
Die Stepenitz ist ein rechter Nebenfluss der Trave im Nordwesten Mecklenburg-Vorpommerns.

## Flusslauf

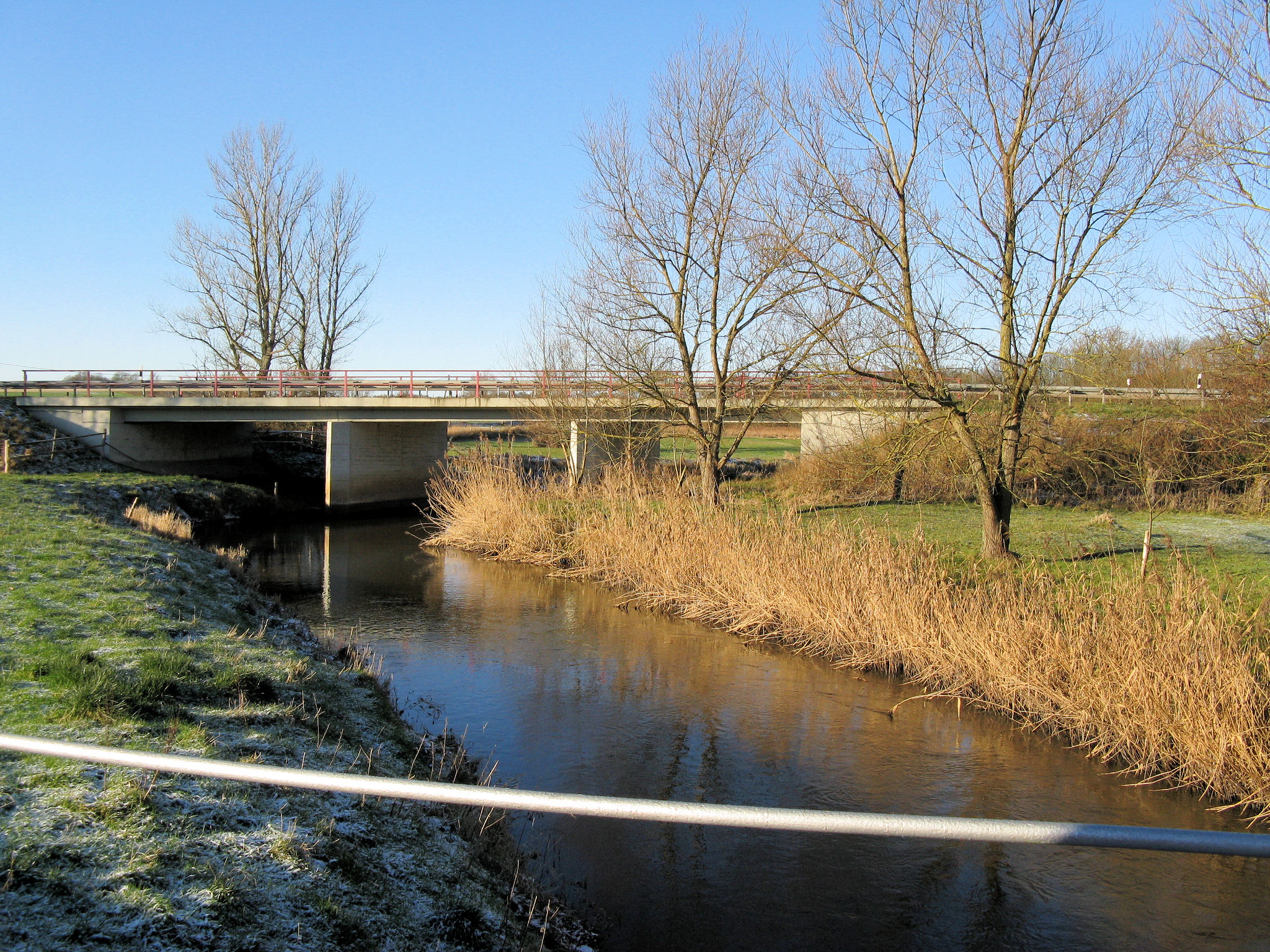
Stepenitz bei Kirch Mummendorf

Der Fluss entspringt nordwestlich von Schwerin und des Neumühler Sees beim Brüsewitzer Wohnplatz Eulenkrug und nördlich eines Höhenrückens bei etwa 49 m ü. NHN. Von dort aus durchfließt er zuerst den Rehmsee und nachfolgend unter anderem den Speicher Faulmühle, den Cramoner See, den Wendelstorfer See und den Groß Eichsener See. Weiter nach Nordwesten fließend, nimmt sie in Börzow die Radegast auf und vier Kilometer vor Dassow die Maurine. Der Flussabschnitt von Rüting bis Dassow ist durch Mäander gekennzeichnet.
Die Stepenitz mündet kurz hinter der Dassower Brücke in den schon zu Lübeck gehörenden Dassower See. Direkt vor der Mündung liegt linksseitig die kleine Insel Graswerder (Plönswerder), die kleinere der beiden Inseln im Dassower See. Durch diesen See wiederum erreicht sie die Pötenitzer Wiek, eine Travebucht zwischen dem Priwall und Mecklenburg, in dem die Stepenitz etwa auf Meeresspiegelniveau in die Trave mündet; diese wiederum erreicht wenige hundert Meter weiter nördlich beim Lübecker Ortsteil Travemünde die Ostsee. Die Länge des Flusses von der Quelle bis zur Mündung in den Dassower See beträgt 52 Kilometer. Das Einzugsgebiet hat eine Größe von 701 km².

### Wasserscheide
Das Quellgebiet der Stepenitz liegt auf der Nordsee-Ostsee-Wasserscheide. Während die Stepenitz in nordwestlicher Richtung über die Trave zur Ostsee fließt, erreicht das Wasser der Sude, die nur wenige Kilometer weiter südwestlich entspringt und in südwestliche Richtung fließt, über die Elbe die Nordsee.

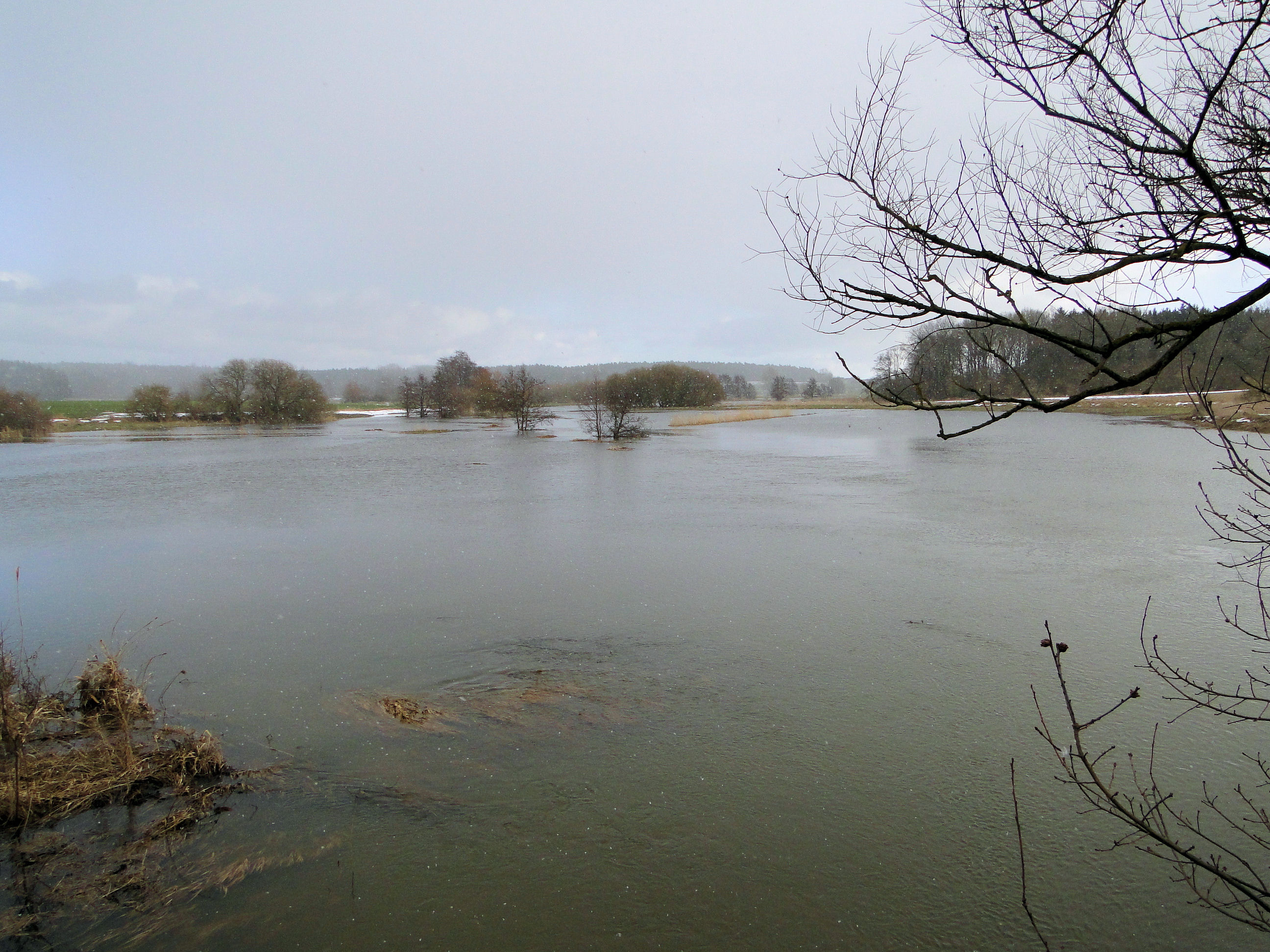
Hochwasser am Zusammenfluss von Stepenitz und Radegast im März 2010
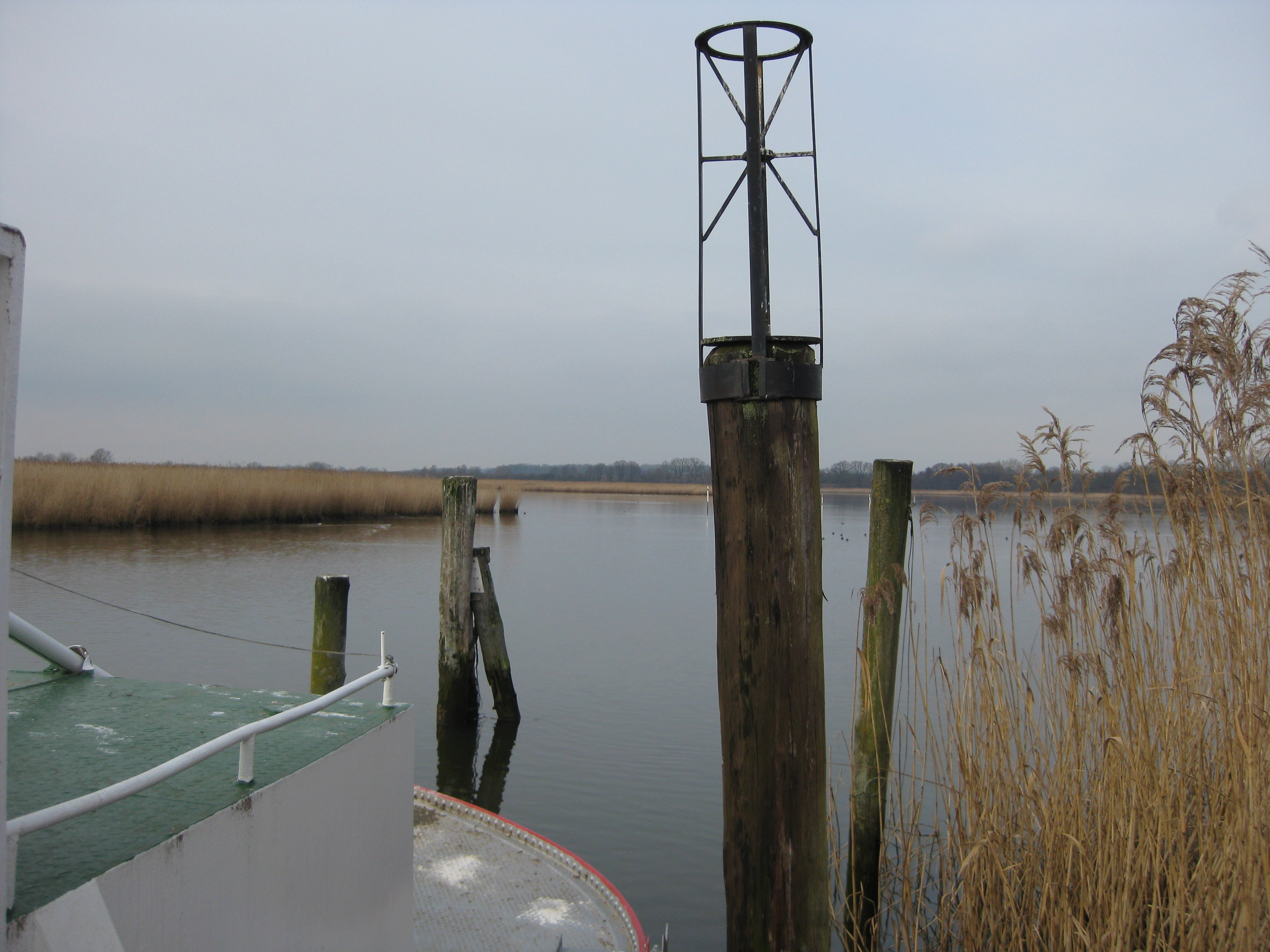
Stepenitzmündung in den Dassower See

## Geschichte
Die Stadt Lübeck verzichtete mit einer Erklärung vom 16. Februar 1887 gegenüber Mecklenburg auf die ihr zustehenden Hoheitsrechte auf der Stepenitz. Bis zum Anfang des 20. Jahrhunderts lagen die Fischereirechte der Stepenitz unterhalb von Börzow bei der Stadt Lübeck.
Die Stepenitz war früher ein Grenzgewässer: Am linken Ufer lag das Territorium des Hochstifts Ratzeburg, später Fürstentum Ratzeburg im Teilherzogtum Mecklenburg-Strelitz, und am rechten Ufer das Teilherzogtum Mecklenburg-Schwerin.